# Lokasjön
Lokasjön är en sjö i Markaryds kommun i Småland och ingår i Lagans huvudavrinningsområde. Sjön har en area på 0,947 kvadratkilometer och ligger 95 meter över havet. Vid provfiske har bland annat abborre, braxen, gers och gös fångats i sjön.
År 1957 anordnades en racerbåtstävling på Lokasjön av Markaryds motorbåtklubb med flera kända förare. Under tävlingarna spelades scener till filmen Åsa-Nisse i full fart in av ett filmteam.

## Delavrinningsområde
Lokasjön ingår i det delavrinningsområde (626182-136281) som SMHI kallar för Utloppet av Lokasjön. Medelhöjden är 112 meter över havet och ytan är 19,3 kvadratkilometer. Räknas de 8 avrinningsområdena uppströms in blir den ackumulerade arean 135,06 kvadratkilometer. Lillån (Grytån) som avvattnar avrinningsområdet har biflödesordning 2, vilket innebär att vattnet flödar genom totalt 2 vattendrag innan det når havet efter 56 kilometer. Avrinningsområdet består mestadels av skog (54 procent). Avrinningsområdet har 1,59 kvadratkilometer vattenytor vilket ger det en sjöprocent på 8,2 procent. Bebyggelsen i området täcker en yta av 3,81 kvadratkilometer eller 20 procent av avrinningsområdet.

## Fisk
Vid provfiske har följande fisk fångats i sjön:
- Abborre
- Braxen
- Gärs
- Gös
- Löja
- Mört

## Galleri

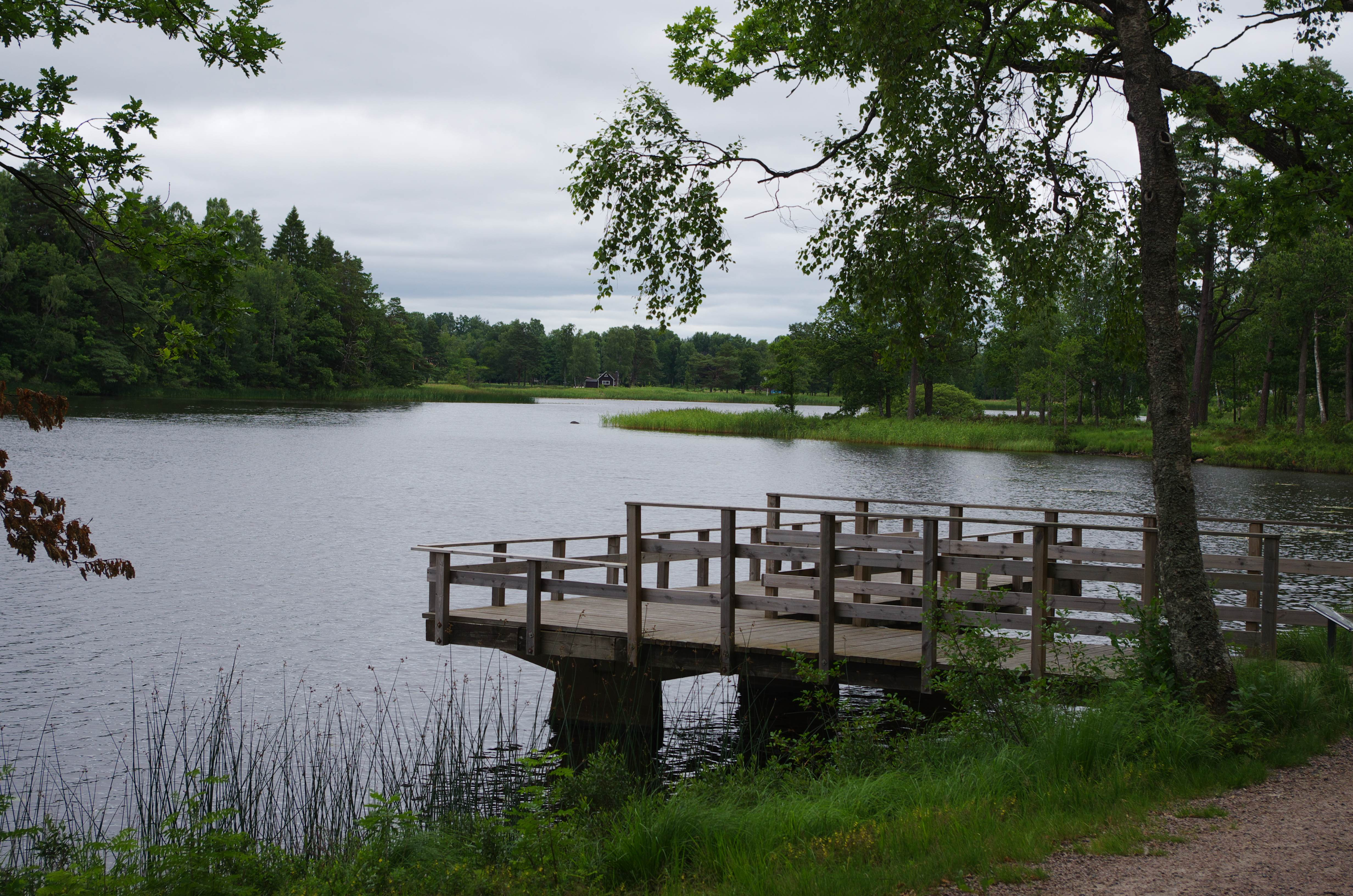
Åsa-Nissebryggan och viken Byasjön.
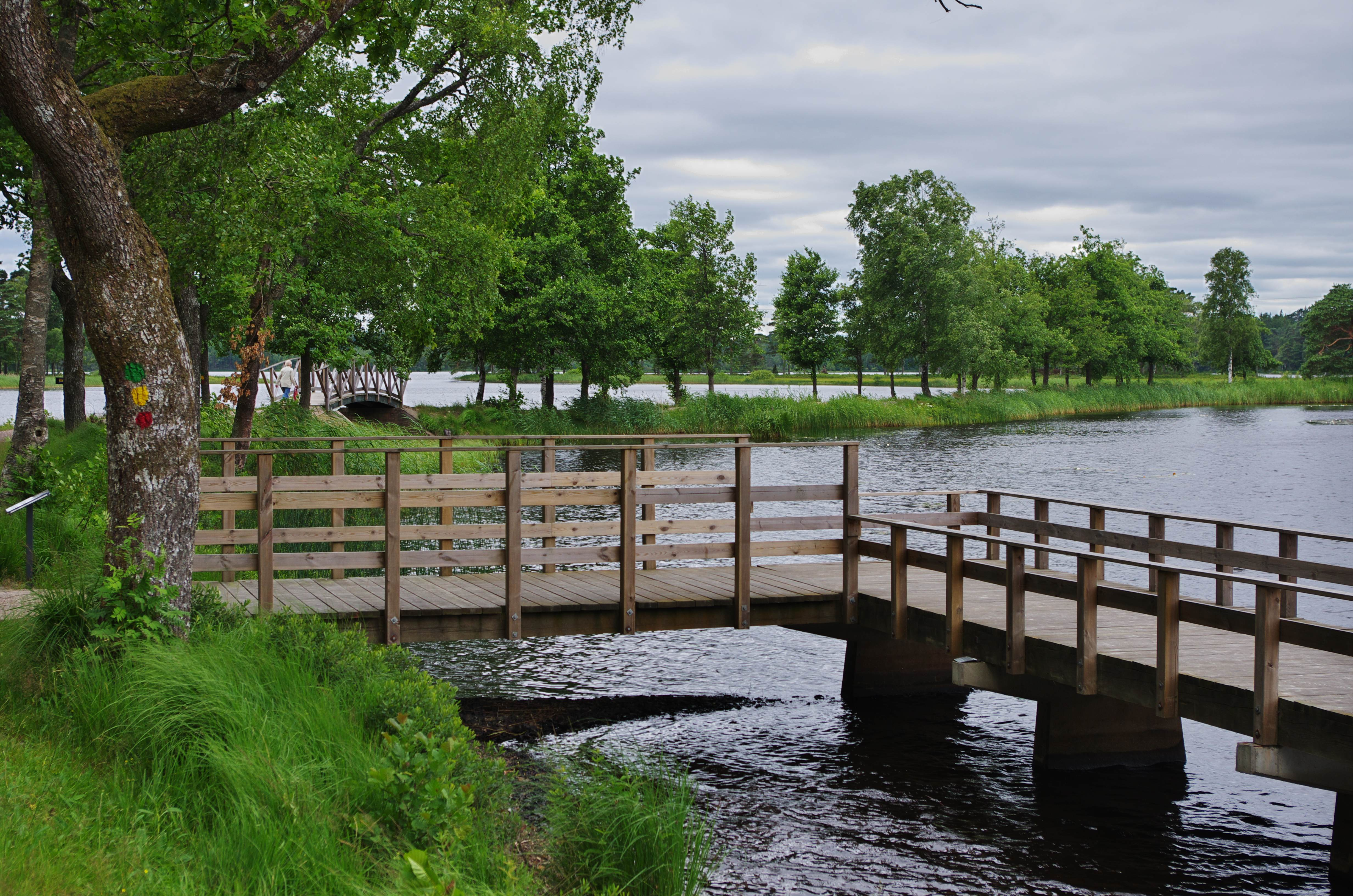
Vägbanken som snörper av en vik. Den avsnörpta delen kallas för Byasjön.
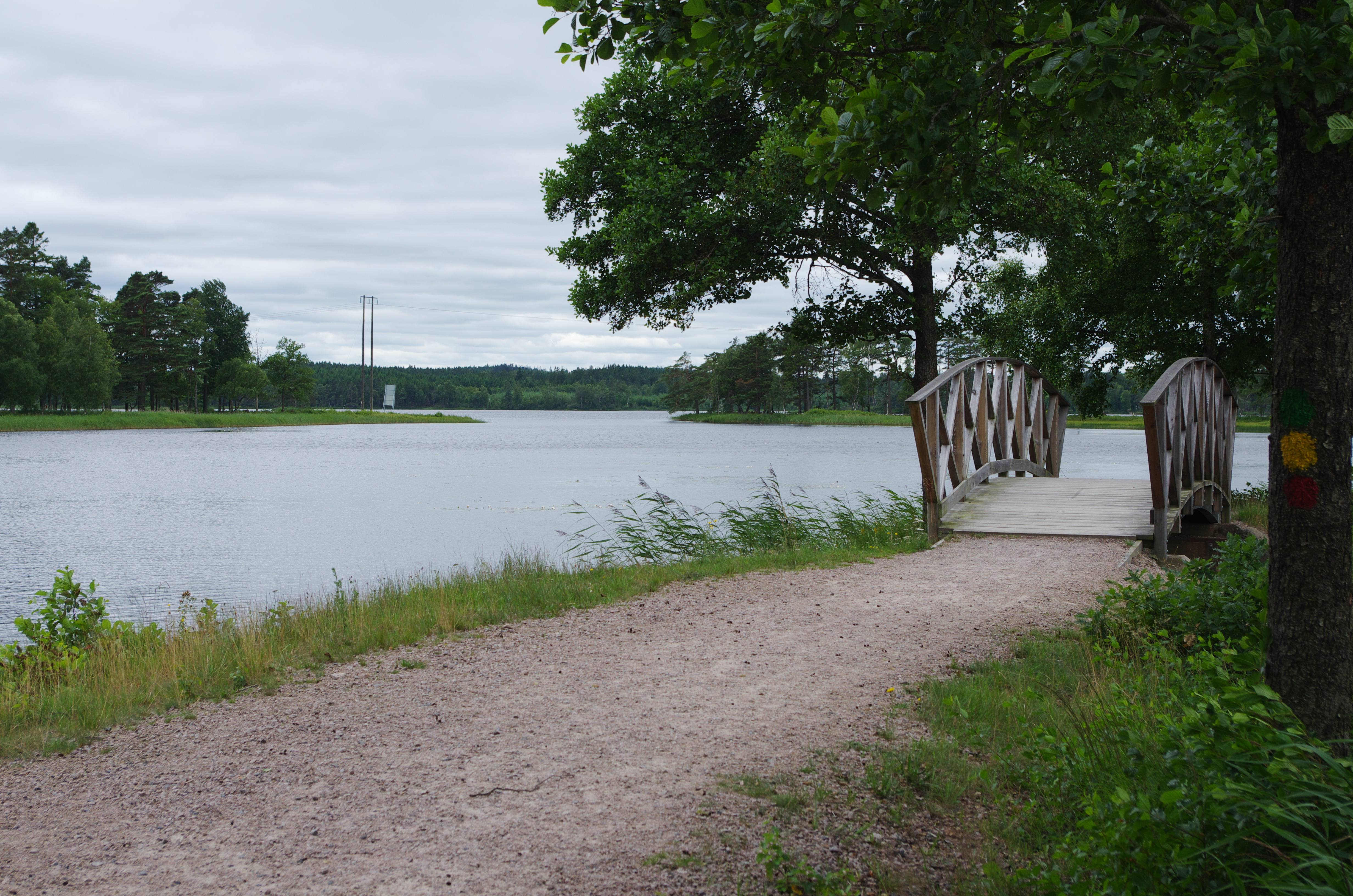
Motionsspår går på bron över sjön.
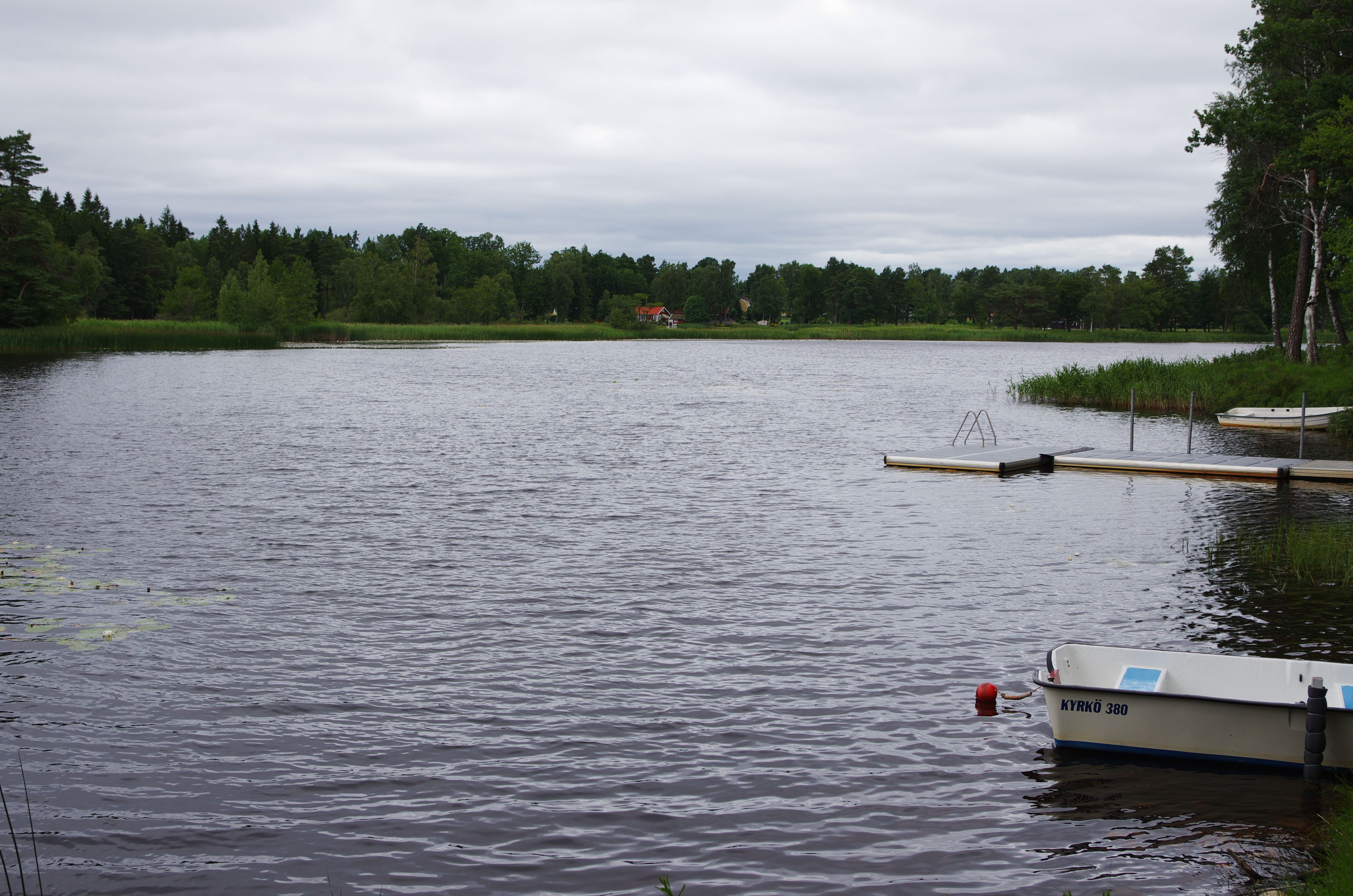